# Нойштадт-ин-Хольштайн
Нойштадт-ин-Хольштайн (нем. Neustadt in Holstein) — город в Германии, в земле Шлезвиг-Гольштейн.
Входит в состав района Восточный Гольштейн. Население составляет 16 266 человек (на 31 декабря 2010 года). Занимает площадь 19,74 км². Официальный код — 01 0 55 032.

## Фотографии

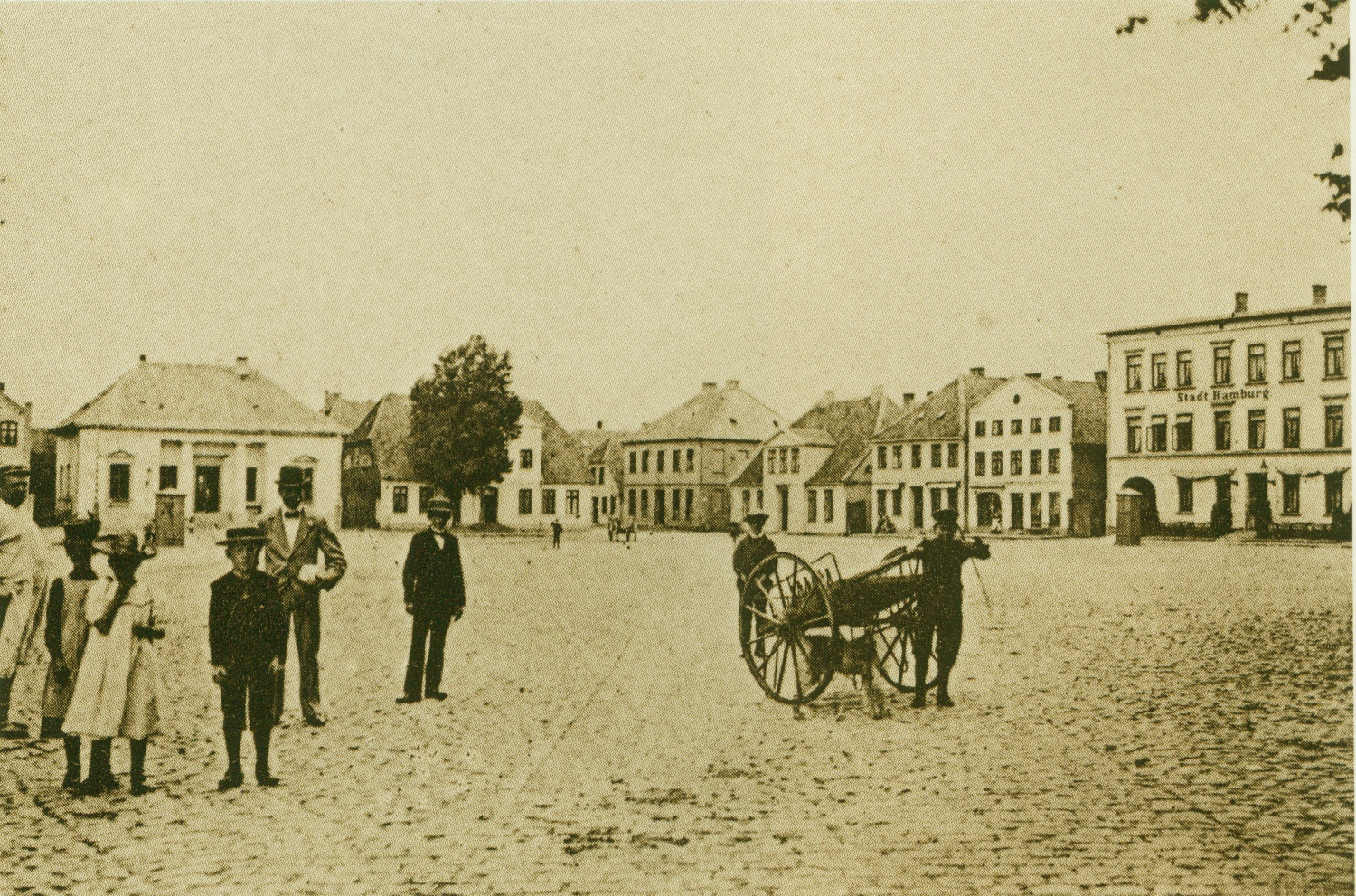
Рыночная площадь
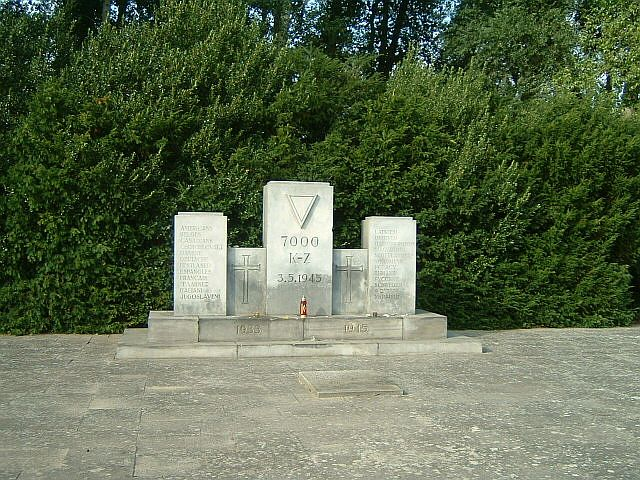
Мемориал жертв концлагеря на корабле "Кап Аркона"